# Мигаль Тарас Степанович
Тарас Степанович Мигаль (19 липня 1920, с. Русів, нині Івано-Франківської області — 13 серпня 1982) — український радянський письменник і публіцист. Член Спілки письменників СРСР (з 1963).

## Короткий життєпис
Народився у селі Русів (нині Івано-Франківської області, Україна). Батько — учитель. Хрещеним батьком (нанашком) Тараса був Василь Стефаник, який родом також із Русова.
Навчався в Коломийській гімназії[якій?]. Літературну діяльність почав у 1940. За німецької окупації навчався в медичному інституті у Львові.
Після заслання в Сибір і повернення до Львова у 1946 році писав памфлети, в яких критикував націоналізм.
Працював у редакціях львівських обласних газет, був на видавничій роботі. З 1966 — завідувач відділу публіцистики журналу «Жовтень».
Помер у 1982. Похований на Личаківському цвинтарі, поле № 13.

## Твори
Окремими книгами вийшли:

- збірки оповідань і нарисів «На бистрині» (1960), «Зустріч літа» (1963), «Білий гуцул» (1964);
- збірки памфлетів і фейлетонів «Живим і мертвим», «АБН» (1967), «Знайде вас комета-мета» (1973), «З-під ганебного стовпа» (1974), «Страх перед правдою» (1978), «На розпуттях велелюдних» (1982);
- цикли романів "Шинок «Оселедець на ланцюзі» (1966), «Вогонь і чад», "Фабрика літаків «Дерев'яна підошва» (1970), «Пробуджене місто» (1976), «Останній пароль» (1979).

Пізніше побачила світ:

- "Шинок «Оселедець на ланцюзі»: Повість. — Львів: Проман, 2006. ISBN 966-2971-09-2[4]

Російською мовою видані:
- На распутьях многолюдных: Памфлеты, ст., фельетоны, сатирич. эссэ. — Киев: Дніпро, 1982. — 335 с.
- Огонь и чад: Роман / Тарас Мыгаль ; Авториз. пер. с укр. И. Сергеевой; [Худож. Н. С. Попов]. — М.: Сов. писатель, 1978. — 614 c. ил.
- Последний пароль. Роман / Тарас Мыгаль; [Худож. В. К. Пинигин]. — Львов: Каменяр, 1979. — 17 c. ил.
- Страх перед правдой: [Об укр. буржуаз. националистах]. Памфлеты. — Львов: Каменяр, 1978. — 136 с.

## Відзнаки
Республіканська премія імені Ярослава Галана, 1975.

Обласна премія імені К. Пелехатого.

## Виноски
1. ↑  Криса Л. Личаківський некрополь — 2006. — С. 197. — ISBN 978-966-8955-00-6
2. ↑  http://www.dt.ua/articles/28895 [недоступне посилання]
3. ↑  Криса Л., Фіголь Р. Личаківський некрополь. — Львів, 2006. — С. 200—201. — ISBN 966-8955-00-5.
4. ↑  Архівована копія. Архів оригіналу за 7 квітня 2014. Процитовано 8 квітня 2011.{{cite web}}:  Обслуговування CS1: Сторінки з текстом «archived copy» як значення параметру title (посилання)